# Morula (Azumamorula) mutica
Morula (Azumamorula) mutica is een slakkensoort uit de familie van de Muricidae. De wetenschappelijke naam van de soort is voor het eerst geldig gepubliceerd in 1816 door Lamarck.